# Personaggi di Codename: Panzers
Personaggi della serie di videogiochi comprendente Codename: Panzers Phase I, Codename: Panzers Phase II e Codename: Panzers Cold War. Se giocando si termineranno con successo le missioni ottenendo il punteggio "Eccellente", il personaggio che è stato usato nella missione otterrà delle medaglie.

## Hans von Gröbel
Hans von Gröbel Erede dei baroni di Colmar, Hans nasce a Bergheim, in Alsazia, il 10 maggio del 1910. La sua infanzia fu un modello di comfort e tranquillità, fino alla tragica estate del 1914, quando la famiglia decise di abbandonare la tenuta in Alsazia per trasferirsi a Lipsia. Cresciuto con il fratello minore Walter von Gröbel in un'atmosfera nostalgica di un paradiso perduto e di una vita che avrebbe potuto essere, Hans non vedeva l'ora di allontanarsi da tutto. Per seguire le orme del padre e del nonno, ha volontariamente imboccato la carriera militare nel 1925 e, dopo aver superato i difficili esami di ammissione, è stato assegnato al dipartimento motorizzato del Reichswehr della repubblica di Weimar nel 1930. Nel 1933 superò gli esami finali, venendo promosso tenente. I suoi colleghi, come anche i soldati sotto il suo comando, lo rispettavano considerandolo un giovane onesto, intelligente e intraprendente, con tutte le carte in regola per diventare un buon comandante. Hans era soddisfatto della sua posizione, perché i soldati dell'esercito tedesco stavano ricevendo nuovi veicoli, nuovo equipaggiamento, una paga migliore e, soprattutto, più rispetto. I doveri di Hans, però, lo hanno portato ben oltre i confini della Patria. Dopo la capitolazione francese nel 1940, ha fatto pressione per ottenere la riassegnazione al Panzergruppe Afrika, sul fronte nordafricano, dove ha combattuto al fianco di Dario de Angelis, con cui ha stretto una profonda amicizia. In seguito, il colonnello von Gröbel verrà impiegato anche sui fronti orientale e francese tra il 1941 e il 1944, prima di venire catturato dalle truppe di Jeffrey Wilson. Dopo la seconda guerra mondiale è entrato a far parte dei Freikorps tedeschi. Essendo uno dei rari comandanti veterani, i suoi compiti principali durante il conflitto tra NATO e Unione Sovietica sono quelli di salvare l'indomabile capitano Kirkland dalla prigionia e di spianare la strada al Gruppo d'Armata Oranje comandato dal generale di brigata Jeffrey Wilson, per arrivare dall'Olanda a Berlino.
In Codename: Panzers Hans potrà conquistare le seguenti medaglie:
- Croce di Ferro 2ª classe
- Croce di Ferro 1ª classe
- Croce di Cavaliere
- Croce di Cavaliere con Foglie di Quercia
- Croce di Cavaliere con Foglie di Quercia e Spade
- Medaglia Wound Badge
- Croce di Cavaliere con Foglie di Quercia, Spade e Diamanti
- Croce di Cavaliere con Foglie di Quercia d'oro, Spade e Diamanti

In Codename: Panzers Phase II Hans potrà conquistare due medaglie:
- Distintivo attacco corazzato con riconoscimento Distruzione carri armati
- Medaglia Afrika Korps

## Walter von Gröbel
Walter von Gröbel Nato a Lipsia, è l'ultimogenito della famiglia von Gröbel. La sua determinazione e la sua ammirazione nei confronti del fratello lo hanno spinto ad arruolarsi nell'esercito tedesco. Nel corso del conflitto ha avuto l'opportunità di combattere al fianco di Hans, nell'invasione della Grecia. Malgrado i successi conseguiti sul campo di battaglia e la sua promettente carriera militare, Walter desidera che la guerra giunga presto al termine, per poter tornare a casa dalla moglie e dalla figlioletta.

## Dario de Angelis
Dario de Angelis Nasce il 7 gennaio 1913 ed è il più giovane figlio del Visconte Gaetano de Angelis, un generale di fanteria dell'esercito italiano, che morì combattendo contro le truppe austro-ungariche a Caporetto, il 24 ottobre 1917. Cresciuto nella villa di famiglia in Toscana, frequentò la Scuola di Applicazione Militare di Torino, ed entrò nel Regio Esercito nel 1930. Fu affascinato dalle idee di Mussolini, soprattutto per quanto riguarda la creazione di un nuovo Impero Romano. Partecipò alla guerra civile spagnola arruolandosi nel Corpo di Spedizione Italiano e fu schierato nei pressi di Aragona nell'agosto 1937. Distruggendo svariati mezzi repubblicani e combattendo coraggiosamente, attirò l'attenzione dell'ufficiale di collegamento tedesco Hans von Gröbel, che lo introdusse nella dottrina del "blitzkrieg". Nell'agosto 1940, 26 mesi dopo aver lasciato la Spagna, fu mobilitato nella 10ª Armata di Fanteria Mobile italiana del generale Graziani, stanziata in Libia. Dario sogna di essere il primo italiano a entrare vittorioso a Il Cairo, ma le sue priorità possono cambiare nel momento in cui l'aereo di suo fratello Sergio, ufficiale dell'intelligence, viene abbattuto in mezzo al deserto. Dario de Angelis compare anche nella missione della campagna alleata "Sbarco in Sicilia", durante la quale morirà.
In Codename: Panzers Phase II Dario potrà conquistare sei medaglie:
- Distintivo Armored Assault
- Croce di bronzo al merito
- Croce d'oro al merito
- Ordine dell'Aquila Romana
- Croce Arditi
- Placca del Duce con nastro

## Sergio de Angelis
Sergio de Angelis Nasce il 22 aprile 1906; è il più grande dei figli del Visconte Gaetano de Angelis e il fratello maggiore di Dario de Angelis. Uomo dalla carriera irreprensibile, il capitano De Angelis vive in conflitto tra l'amore verso il suo Paese e il rifiuto dell'ideologia dominante e Sergio vorrebbe trasmettere i suoi ideali liberali al suo impetuoso fratello Dario. All'inizio del conflitto ha servito come ufficiale dei servizi segreti italiani, ma i capricci del destino vogliono che sia proprio suo fratello a dirigere la missione di perlustrazione, quando l'aereo di Sergio viene abbattuto dall'artiglieria britannica, nel nord dell'Egitto. Dopo esser stato liberato, l'8 settembre entra a far parte della Resistenza. Nonostante apparirà in molte missioni sia della Campagna dell'Asse sia in quella alleata del gioco Codename: Panzers Phase II, sarà possibile usare Sergio de Angelis solo nell'Operazione "Seathed Saber", del 9 settembre 1943, della Campagna Partigiana.
La medaglia che otterrà completando con il punteggio "Eccellente" la missione sarà:
- Distintivo partigiano per berretto con bottoni verniciati

## Jeffrey Samuel Wilson
Jeffrey Samuel "Buck" Wilson Nell'estate del 1940 si è arruolato presso l'ufficio di reclutamento di Nashville, nel Tennessee, e si è unito al 752º Battaglione Carri dell'esercito statunitense, nella seconda divisione corazzata statunitense Hell on Wheels. Non ha tardato a farsi promuovere al grado di sergente tecnico d'artiglieria. Durante il conflitto, approfitterà dell'alleanza del suo paese e la Gran Bretagna per intessere una salda amicizia con l'inglese James Barnes, mentre tra i suoi sottoposti si distinguerà Douglas Kirkland. Verrà destinato prima al fronte nordafricano, poi a quello italiano e infine al fronte occidentale, dove sarà autore della cattura del colonne von Gröbel. Dopo la guerra verrà promosso generale di brigata e durante il conflitto tra NATO e Unione Sovietica sarà Comandante del Gruppo d'Armate Oranje con il compito di riconquistare Berlino.
Jeffrey Wilson potrà ottenere le seguenti medaglie:
- Stella di bronzo
- Stella d'argento
- Medaglia al Valore

## Douglas Kirkland
Douglas Kirkland È nato il 14 ottobre 1922 da una famiglia di operai a Macedonia, in Ohio, sognava di diventare un ingegnere automobilistico. Ciò fino al crollo della borsa di Wall Street del 1929, che privò i suoi genitori dei loro sudati risparmi rendendoli, insieme a milioni di americani, che al pari di loro vivevano della misericordia dello Stato. Disgustato nel vedere i valori in cui credeva e nei quali era stato cresciuto venir messi da parte della società, Douglas finì invischiato con la mafia di Cleveland. Lavorando per loro come palo e come corriere, durante i tumultuosi anni del Proibizionismo, Douglas fece molte esperienze per la sua breve vita. Sulla strada ha imparato molto dai fuorilegge, che mettono la loro vita in gioco ogni giorno nella ricerca della ricchezza e del potere. Spesso testimone delle loro malefatte, dopo la loro prematura scomparsa finì volontario per l'Esercito degli Stati Uniti dopo il tumulto pubblico che seguì l'attacco giapponese a Pearl Harbor nel 1941. Divenne sergente tecnico nella seconda divisione corazzata statunitense Hell on Wheels,, servendo nel 752º Battaglione Carri dell'esercito statunitense, dove si distinse ripetutamente in combattimento, impressionando il suo superiore Jeffrey Wilson, che prese nota ufficiale della sua intraprendenza e del suo coraggio. È il carrista con il nome in codice Mocassin contattato, senza comparire, nella missione "Il Passo di Kasserine" in Codename: Panzers Phase II. Promosso sergente maggiore durante la riorganizzazione delle forze armate degli Stati Uniti nel 1947, Douglas Kirkland ricevette la sua promozione sul campo diventando tenente nel 1949.

## James Barnes
James Barnes, Costretto a rinunciare a una promettente carriera militare per uno scandalo amoroso, è tornato alla disciplina dell'esercito poco dopo l'inizio del conflitto. Le sue buone maniere, il suo forte senso dell'onore e la sua educazione impeccabile hanno colpito i compagni di battaglia, che lo hanno ribattezzato con l'appellativo di "Gentleman", per il suo animo rispettoso verso la patria ed i compagni d'armi.
James Barnes potrà ottenere le seguenti medaglie:
- Menzione
- Medaglia George
- Stella Africa
- Croce al valore
- Stella Italia

## Michelle
Michelle Nata in Francia nel 1925, Michelle aveva 24 anni quando scoppiò la guerra. Una bella e affascinante donna, dai capelli castani mossi e gli occhi scuri, dotata di una volontà di ferro e un senso di giustizia inalterabile. Decise presto di unirsi alla resistenza francese, per supportare attivamente la guerra contro chi disprezzava la vita e i valori umani. Dopo lo sbarco in Normandia, si troverà a collaborare sul fronte occidentale con Jeffrey Wilson e, soprattutto, con James Barnes.

## Aleksander Efremovich Vladimirov
Aleksander Efremovich Vladimirov, "Sasha" Figlio di contadini, è cresciuto in un piccolo villaggio sovietico. Una volta arruolatosi volontario nell'Armata Rossa, ha dimostrato di essere un uomo valoroso, generoso e di grande vitalità. Non appena le truppe tedesche hanno minacciato il suo paese, non ha esitato ad assumere il comando della resistenza e lottare con tutte le forze per difendere la patria e i suoi ideali.
Otterrà in Codename: Panzers le seguenti medaglie:
- Ordine della medaglia all'Onore
- Ordine della Stella Rossa
- Ordine della Guerra Patriottica di Prima Classe
- Ordine della Bandiera rossa
- Ordine di Lenin con Stella d'Oro dell'Eroe dell'Unione Sovietica
- Ordine di Lenin con due Stelle d'Oro dell'Eroe dell'Unione Sovietica
- Ordine di Lenin con tre Stelle d'Oro dell'Eroe dell'Unione Sovietica
- Ordine della Vittoria

## Ivan Zaytsev
Ivan Zaytsev Nato John Herbert Dillinger, americano dell'Indiana, entrò nella marina americana negli anni '20, da cui venne cacciato prima di divenire un criminale. Armato di una pistola di legno riuscì a fuggire dalla prigione di Crown Point, in Indiana, nel 1934, e venne formalmente ucciso poco dopo dagli agenti dell'FBI alle porte del teatro Biograph di Chicago. In seguito assunse l'identità di Jimmy Lawrence, nativo del Wisconsin, con la quale fuggì in Messico, prima di ricevere asilo da Stalin ed essere trasportato in Unione Sovietica, dove divenne Ivan Zaytsev e si guadagnò il grado di colonnello del GRU. Durante il conflitto tra NATO e Unione Sovietica salvò Douglas Kirkland al termine dell'Operazione "Così parlò Zarathustra", avvertendolo del fatto che all'interno del governo sovietico c'era qualcuno che non voleva assolutamente impiegare armi atomiche, come invece minacciava di fare Berija. Egli, al servizio di Chruščëv, si occupò di scongiurare la creazione dell'arsenale nucleare sovietico, impedendo il degenerare del conflitto.
In Codename: Panzers The Cold War otterrà le seguenti medaglie:
- Ordine della Bandiera Rossa
- Stella d'Oro dell'Eroe dell'Unione Sovietica
- Ordine di Lenin

## Farvan 'Vuk' Pondurovic
Farvan 'Vuk' Pondurovic, "Wolf" è un partigiano, uno dei leader della resistenza jugoslava, che combatte per liberare il suo paese dall'invasione delle forze dell'Asse. Nell'aprile del 1941 è catturato da una truppa tedesca comandata da Hans von Gröbel, ma non verrà mai consegnato alla Gestapo. La colonna tedesca che lo tiene in custodia subisce un'imboscata e Wolf scappa: attraverserà il territorio nemico per più di 100 chilometri prima di poter adunare i suoi uomini e capeggiare la lotta per la liberazione della sua patria. Appare sia in Codename: Panzers che in Codename: Panzers Phase II, ma solo in quest'ultimo videogioco potremo assumerne il controllo.
In Codename: Panzers Phase II potrà ottenere le seguenti medaglie:
- Distintivo partigiano al merito
- Ordine della fratellanza
- Ordine della Liberazione nazionale

## Personaggi Storici
Nella missione La Fuga, presente nella campagna partigiana di Codename: Panzers Phase II, compariranno come ufficiali in comando:
- Randolph Churchill
- Tito